# Římskokatolická farnost – arciděkanství Mladá Boleslav
Římskokatolická farnost – arciděkanství Mladá Boleslav (lat. Neoboleslavia, Jungbunzlau) je církevní správní jednotka sdružující římské katolíky na území města Mladá Boleslav a v jeho okolí. Organizačně spadá do mladoboleslavského vikariátu, který je jedním z 10 vikariátů litoměřické diecéze. Centrem farnosti je arciděkanský kostel Nanebevzetí Panny Marie v Mladé Boleslavi I.

## Historie farnosti
Nejstarší písemný doklad o lokalitě Mladá Boleslav pochází z roku 1052. Fara v místě existovala již v roce 1369. Od dob husitství patřila farnost k české církvi podobojí a do správy římských kněží přešla až během pobělohorské protireformace roku 1623. Matriky jsou zachovány od roku 1616. Roku 1941 byla farnost povýšena na arciděkanství.

### Duchovní správcové vedoucí farnost
Začátek působnosti jmenovaného v duchovní správě farnosti od:
- 1713 Adam Norbert Scholz, kanovník vyšehradské kapituly, † 1749
- 1754 Karel Rossy (Car. Rossi), kanovník staroboleslavské kapituly, † 1778
- 1769 Antonín Korzil
- 1786 Karel Rier, †  10. 12. 1793
- 1794 Václav Beránek, n. 1755 Mladá Boleslav, o. 1780, čestný kanovník vyšehradské kapituly, † 13. 10. 1813
- 1815 Václav Kára, n. 7. 9. 1782 Mladá Boleslav, o. 24. 4. 1808, kanovník litoměřické kapituly, † 15. 12. 1859
- 1827 Jan Durdík, n. 21. 12. 1786 Mladá Boleslav, o. 15. 4. 1809, vikář, † 8. 10. 1848
  - 1848 dec. vacat, admin. František Pařík
- 1851 František Pařík, n. 29. 1. 1816 Semín, o. 29. 7. 1842, vikář, † 20. 3. 1880
- 1881 Václav Čtyroký, n. 4. 12. 1828  Kosmonosy, o. 25. 7. 1852, † 7. 8. 1904
  - 1905 par. vacat, admin. interc. Venc. Pršala
- 1906 František Matějka, n. 17. 7. 1868 Osenice, o. 17. 7. 1892, † 27. 7. 1929
  - 1912 – 1913 Otto Lev Stanovský, vicerektor studentského konviktu
  - do 29. 5. 1925 Václav Davídek, n. 30. 9. 1867 Ml. Boleslav, o. 2. 7. 1893, † 29. 5. 1925, prof. náb. v Mladé Boleslavi, 1911 – 1914 rektor studentského konviktu
- 1930 František Ševčík, n. 30. 11. 1875 Vysoká, o. 15. 7. 1900, † 7. 8. 1940
- 1. 11. 1941 Josef Kovář, n. 21. 3. 1906 Dolánky, o. 29. 6. 1932, 1. mladoboleslavský arciděkan
- 1. 9. 1961 František Urban
- 1. 3. 1966 Josef Hendrich
  - 1980 – 1983 Karel Havelka, farní vikář, pozdější generální vikář litoměřické diecéze
- 1. 7. 1983 Václav Hlouch, od roku 1999 arciděkan
  - 1988 – 1990 Zdeněk Lohelius Klindera, O.Praem., farní vikář
  - 1999 – 2015 Peter Kothaj, výpomocný duchovní
- červenec 2005 – září 2005 Jaroslaw Kuziemko, admin.
- 1. 10. 2005 –  14. 4. 2010 Józef Szeliga, arciděkan
  - 2005 – 2006 Artur Ściana, jáhenská služba
- 2010 Pavol Poláček, admin., od 1. 3. 2015 arciděkan
  - do 31. 8. 2013 Radek Vašinek, farní vikář, uvolněný k postgraduálnímu studiu v Římě; od 1. 9. 2013 admin. v Hrádku nad Nisou
  - Kamil Škoda, farní vikář, od roku 2014 admin. v Bělé pod Bezdězem
  - 2015 – 1. 9. 2021 Štěpán Smolen, farní vikář
  - 1. 5. 2022 Yaroslav Gulyak, v. duch.[5]

Kromě kněží stojících v čele farnosti, působili ve farnosti v průběhu její historie i jiní kněží. Většinou pracovali jako farní vikáři, kaplani, katecheté, výpomocní duchovní aj.

### Farní obvod
Z důvodu efektivity duchovní správy byl ve 2. polovině 20. století vytvořen farní obvod (kolatura) sestávající z přidružených farností spravovaných excurrendo z farnosti – arciděkanství Mladá Boleslav. Do tohoto obvodu k únoru 2021 patří těchto 8 farností: Bezno, Březno u Mladé Boleslavi, Horky nad Jizerou, Chotětov, Krnsko, Plazy, Strenice, Všeborsko

## Území farnosti
Do farnosti – arciděkanství Mladá Boleslav náleží území obce:
- Bezděčín
- Čejetice
- Čejetičky
- Chrást
- Jemníky
- Mladá Boleslav
- Vinec

## Římskokatolické sakrální stavby a místa kultu na území farnosti
| | Fotografie | Stavba                                 | Místo              | Bohoslužby                                                                                             | Zeměpisné souřadnice                                                                      | Status                                                      | Číslo kulturní památky                       |
| Kostely | Kostely    | Kostely                                | Kostely            | Kostely                                                                                                | Kostely                                                                                   | Kostely                                                     | Kostely                                      |
| --- | ---------- | -------------------------------------- | ------------------ | --- | ----------------------------------------------------------------------------------------- | ----------------------------------------------------------- | -------------------------------------------- |
| 1. |            | Kostel Nanebevzetí Panny Marie         | Mladá Boleslav I   | bližší informace o bohoslužbách                                                                        | Starofarní čp. 60, 9. května, st. 45 50°24′43″ s. š., 14°54′13″ v. d.                     | farní kostel                                                | 35223/2-1649 (Pk•MIS•Sez•Obr•WD) (Q18718621) |
| 2. |            | Kostel sv. Jana Nepomuckého            | Mladá Boleslav II  | bližší informace o bohoslužbách                                                                        | náměstí Míru, st. 300, pp. 147 50°24′43″ s. š., 14°54′22″ v. d.                           | filiální kostel                                             | 34657/2-1650 (Pk•MIS•Sez•Obr•WD) (Q19305519) |
| 3. |            | Kostel sv. Havla                       | Mladá Boleslav II  | bližší informace o evangelických Archivováno 6. 6. 2023 na Wayback Machine. a katolických bohoslužbách | u náměstí Míru, st. 331, 6945 bez staveb, část pp. 170/1 50°24′43″ s. š., 14°54′33″ v. d. | filiální kostel (pronajat Českobratrské církvi evangelické) | 33578/2-1653 (Pk•MIS•Sez•Obr•WD) (Q19305524) |
| 4. |            | Kostel sv. Bonaventury                 | Mladá Boleslav II  | bohoslužby se nekonají                                                                                 | Na Karmeli 74/9 50°24′53″ s. š., 14°54′11″ v. d.                                          | filiální kostel, klášterní (prodán společnosti Škoda Auto)  | 35018/2-1651 (Pk•MIS•Sez•Obr•WD) (Q12029552) |
| 5. |            | Kostel sv. Mikuláše                    | Vinec              | bližší informace o bohoslužbách                                                                        | 50°23′33″ s. š., 14°52′16″ v. d.                                                          | filiální kostel                                             | 24001/2-1757 (Pk•MIS•Sez•Obr•WD) (Q25455054) |
| Budovy |            |                                        |                    | |                                                                                           |                                                             |                                              |
| 6. |            | Mladoboleslavské arciděkanství         | Mladá Boleslav I   | — | Kateřiny Militké 58/10, 9. května 50°24′42″ s. š., 14°54′14″ v. d.                        | sídlo arciděkanského úřadu                                  | 19821/2-1656 (Pk•MIS•Sez•Obr•WD) (Q31206306) |
| 7. |            | Piaristický (dříve minoritský) klášter | Mladá Boleslav II  | — | Na Karmeli 74/9 50°24′54″ s. š., 14°54′11″ v. d.                                          | budova bývalého kláštera s kostelem                         | 35018/2-1651 (Pk•MIS•Sez•Obr•WD) (Q12029552) |
| 8. |            | Piaristické gymnázium a bratrská škola | Mladá Boleslav II  | — | Na Karmeli 73/4 50°24′54″ s. š., 14°54′14″ v. d.                                          | budova bývalého piaristického gymnázia                      | 27488/2-3611 (Pk•MIS•Sez•Obr•WD) (Q31206301) |
| Kaple |            |                                        |                    | |                                                                                           |                                                             |                                              |
| 9. |            | Kaple sv. Václava                      | Bezděčín           | bližší informace o bohoslužbách                                                                        | Bezděčín 8 50°23′11″ s. š., 14°53′54″ v. d.                                               | kaple                                                       | —                                            |
| 10. |            | Výklenkové kaple se sochou sv. Václava | Mladá Boleslav II  | bohoslužby příležitostně                                                                               | u kostela sv. Bonaventury 50°24′53″ s. š., 14°54′13″ v. d.                                | 2 výklenkové kaple                                          | 35018/2-1651 (Pk•MIS•Sez•Obr•WD) (Q12029552) |
| 11. |            | Hřbitovní kaple a zvonička             | Mladá Boleslav II  | bohoslužby příležitostně                                                                               | Starý hřbitov 50°24′57″ s. š., 14°54′53″ v. d.                                            | hřbitovní kaple                                             | —                                            |
| 12. |            | Kaple u pramene                        | Jemníky            | bohoslužby příležitostně                                                                               | lokalita Pramen Boží Voda 50°23′38″ s. š., 14°57′ v. d.                                   | výklenková kaple                                            | (Q93448443)                                  |
| Sloupy a sochy |            |                                        |                    | |                                                                                           |                                                             |                                              |
| 13. |            | Sloup se sochou Panny Marie            | Mladá Boleslav I   | — | Staroměstské náměstí, pp. 1208/1 50°24′38″ s. š., 14°54′9″ v. d.                          | mariánský sloup                                             | 41773/2-1668 (Pk•MIS•Sez•Obr•WD) (Q37821263) |
| 14. |            | Socha sv. Ignáce                       | Mladá Boleslav I   | — | Starofarní čp. 60, 9. května, st. 45 50°24′43″ s. š., 14°54′13″ v. d.                     | socha                                                       | 35223/2-1649 (Pk•MIS•Sez•Obr•WD) (Q18718621) |
| 15. |            | Socha sv. Jana Nepomuckého             | Mladá Boleslav I   | — | Starofarní čp. 60, 9. května, st. 45 50°24′43″ s. š., 14°54′13″ v. d.                     | socha                                                       | 35223/2-1649 (Pk•MIS•Sez•Obr•WD) (Q18718621) |
| 16. |            | Socha svaté Anny                       | Mladá Boleslav II  | — | Na Karmeli, při čp. 73, pp. 1225/1 50°24′53″ s. š., 14°54′14″ v. d.                       | socha                                                       | 36893/2-1669 (Pk•MIS•Sez•Obr•WD) (Q37821287) |
| 17. |            | Socha u kostela sv. Jana Nepomuckého   | Mladá Boleslav II  | – | náměstí Míru, st. 300, pp. 147 50°24′43″ s. š., 14°54′22″ v. d.                           | podstavec sochy                                             | 34657/2-1650 (Pk•MIS•Sez•Obr•WD) (Q19305519) |
| Venkovní kříže |            |                                        |                    | |                                                                                           |                                                             |                                              |
| 18. |            | Venkovní kříž                          | Bezděčín           | — | park uprostřed obce 50°23′13″ s. š., 14°53′55″ v. d.                                      | kříž                                                        | —                                            |
| 19. |            | Venkovní kříž                          | Čejetičky          | — | ul. Nádražní, kříž proti mlékárně 50°24′22″ s. š., 14°53′26″ v. d.                        | kříž                                                        | —                                            |
| 20. |            | Venkovní kříž                          | Chrást             | — | uprostřed obce u požární nádrže 50°23′33″ s. š., 14°53′3″ v. d.                           | krucifix                                                    | —                                            |
| 21. |            | Venkovní kříž                          | Jemníky            | — | rozcestí uprostřed obce 50°23′57″ s. š., 14°56′23″ v. d.                                  | krucifix                                                    | —                                            |
| 22. |            | Venkovní kříž                          | Mladá Boleslav     | — | nad Křížkovými schody 50°24′35″ s. š., 14°54′11″ v. d.                                    | krucifix                                                    | —                                            |
| 23. |            | Venkovní kříž                          | Mladá Boleslav     | — | na rohu ulic Gellnerova a Havlíčkova 50°25′6″ s. š., 14°54′23″ v. d.                      | torzo kříže                                                 | —                                            |
| 24. |            | Venkovní kříž                          | Mladá Boleslav     | — | v ulici 17. listopadu 50°25′58″ s. š., 14°54′54″ v. d.                                    | torzo kříže                                                 | —                                            |
| 25. |            | Centrální hřbitovní kříž               | Mladá Boleslav II  | – | Starý hřbitov 50°25′0″ s. š., 14°54′56″ v. d.                                             | krucifix                                                    | —                                            |
| 26. |            | Hrob Latinské babičky                  | Mladá Boleslav II  | – | u náměstí Míru, kříž v parku u kostela sv. Havla 50°24′43″ s. š., 14°54′34″ v. d.         | krucifix                                                    | —                                            |
| 27. |            | Barokní pískovcový podstavec kříže     | Vinec              | — | u hřbitovní zdi 50°23′33″ s. š., 14°52′16″ v. d.                                          | podstavec kříže                                             | 24001/2-1757 (Pk•MIS•Sez•Obr•WD) (Q25455054) |
| 28. |            | Venkovní kříž                          | Vinec              | — | u domu čp. 16                                                                             | krucifix                                                    | 24001/2-1757 (Pk•MIS•Sez•Obr•WD) (Q25455054) |
| Hřbitovy farní, obecní a jiné |            |                                        |                    | |                                                                                           |                                                             |                                              |
| 29. |            | Hřbitov s kaplí                        | Čejetice           | bohoslužby příležitostně                                                                               | ul. Jabloňová 50°24′46″ s. š., 14°52′49″ v. d.                                            | obecní hřbitov                                              | —                                            |
| 30. |            | Starý hřbitov                          | Mladá Boleslav II  | bohoslužby příležitostně                                                                               | Šmilovského 144 50°24′57″ s. š., 14°54′57″ v. d.                                          | obecní hřbitov                                              | —                                            |
| 31. |            | Nový hřbitov                           | Mladá Boleslav II  | bohoslužby příležitostně                                                                               | Tř. Václava Klementa 50°25′26″ s. š., 14°55′25″ v. d.                                     | obecní hřbitov                                              | —                                            |
| 32. |            | Hřbitov u sv. Havla                    | Mladá Boleslav II  | bližší informace o bohoslužbách                                                                        | u náměstí Míru, kolem kostela sv. Havla 50°24′43″ s. š., 14°54′33″ v. d.                  | historický farní hřbitov                                    | 33578/2-1653 (Pk•MIS•Sez•Obr•WD) (Q19305524) |
| 33. |            | Hřbitov                                | Vinec              | bohoslužby příležitostně                                                                               | okolo kostela sv. Mikuláše 50°23′33″ s. š., 14°52′16″ v. d.                               | farní hřbitov                                               | 24001/2-1757 (Pk•MIS•Sez•Obr•WD) (Q25455054) |
| 34. |            | Hřbitov                                | Vinec              | bohoslužby příležitostně                                                                               | za obcí na severozápadě 50°24′1″ s. š., 14°51′40″ v. d.                                   | obecní hřbitov                                              | –                                            |
| 35. |            | Židovský hřbitov na Dubcích            | Mladá Boleslav III | bohoslužby viz Židovská obec v Praze                                                                   | Pražská 165, pp. 347, 345, st. 2233, 893, 491 50°24′23″ s. š., 14°54′9″ v. d.             | židovský hřbitov                                            | 20091/2-1667 (Pk•MIS•Sez•Obr•WD) (Q23035398) |
| Některé drobné sakrální stavby a pamětihodnosti lze dohledat zde v databázi Drobné sakrální památky Zaniklé sakrální stavby lze dohledat zde v databázi Poškozené a zničené kostely, kaple a synagogy v České republice |            |                                        |                    | |                                                                                           |                                                             |                                              |